# Hammersmith (wijk)
Hammersmith is een wijk in het Londense bestuurlijke gebied Hammersmith and Fulham, in de regio Groot-Londen.
Hammersmith ligt op de noordelijke oever van de Theems.
In Hammersmith bevindt zich het Hammersmith Apollo, dat in 1932 geopend werd als Gaumont Palace en later bekend werd als Hammersmith Odeon. Het is een groot entertainmentgebouw, dat onder andere wordt en/of werd gebruikt als bioscoop, concertzaal, orkestzaal en vergaderzaal.
In Hammersmith staat het hoofdkwartier van de Poolse gemeenschap in Londen.
De ondergrondse heeft hier twee stations, die beide gewoon Hammersmith heten:
- Hammersmith (Hammersmith & City Line)
- Hammersmith (Piccadilly en District Line)

## Geboren
- Judy Cornwell (1940), actrice en schrijfster
- Roger Daltrey (1944), popzanger
- Alan Rickman (1946-2016), toneel- en filmacteur
- Mick Rock (1948-2021), fotograaf
- Hugh Grant (1960), acteur
- Jacob Rees-Mogg (1969), conservatief politicus
- Sacha Baron Cohen (1971), komiek
- Benedict Cumberbatch (1976), acteur
- Tom Hardy (1977), acteur
- Lily Allen (1985), zangeres
- Juno Temple (1989), actrice
- Cara Delevingne (1992), model en actrice
- Will Poulter (1993), acteur
- Hannah van der Westhuysen (1995), actrice
- Michael Olise (2001), voetballer
- Jadon Philogene (2002), voetballer
- Omari Forson (2004), voetballer

## Galerij

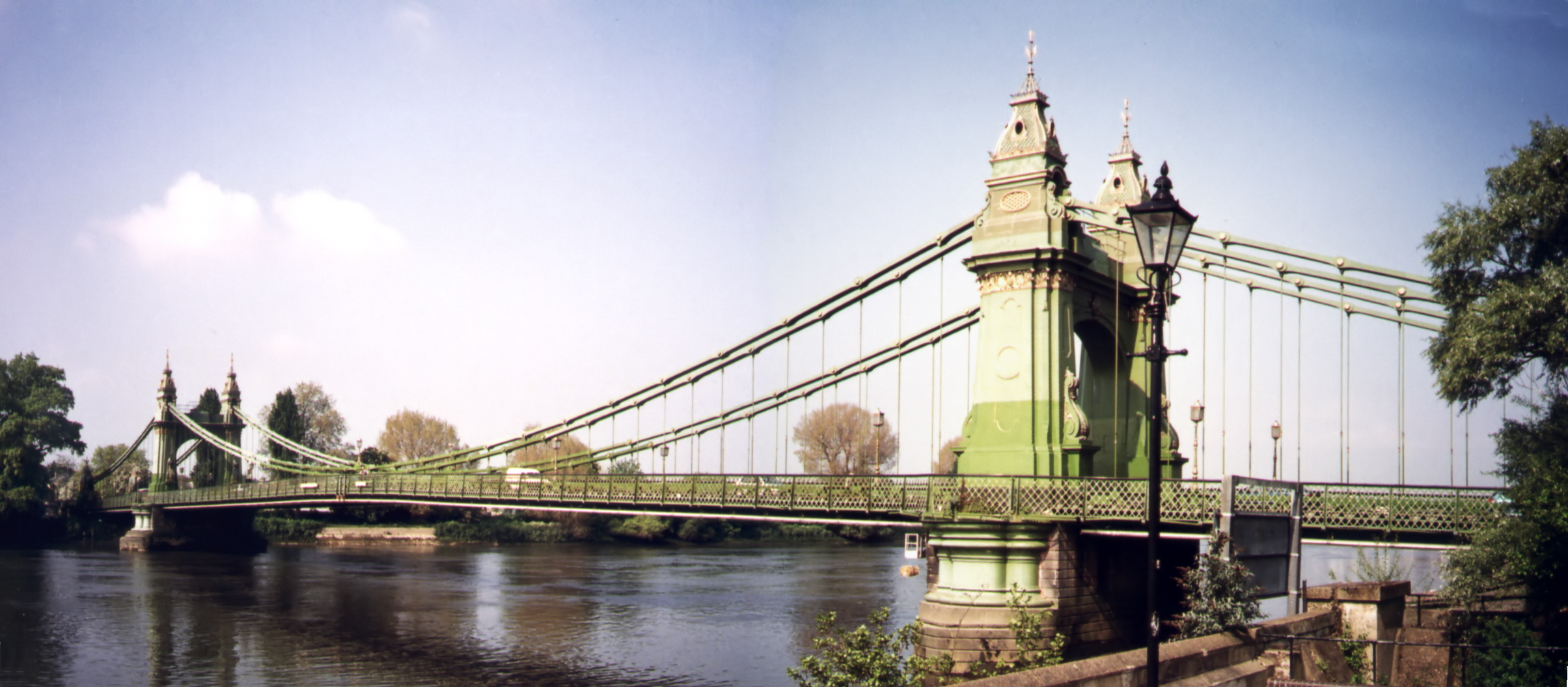
Hammersmith Bridge
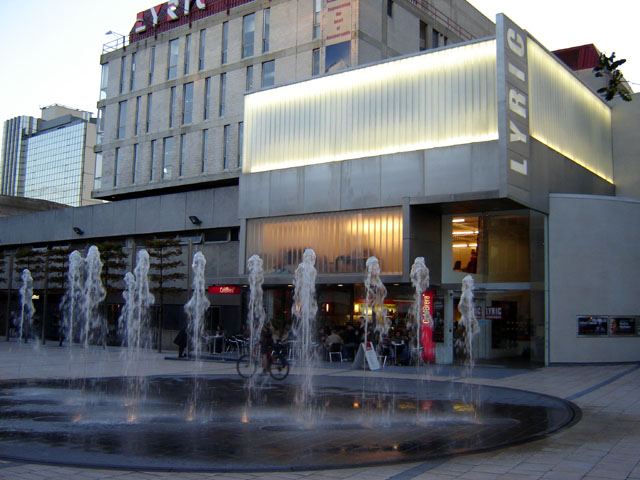
Lyric Theatre
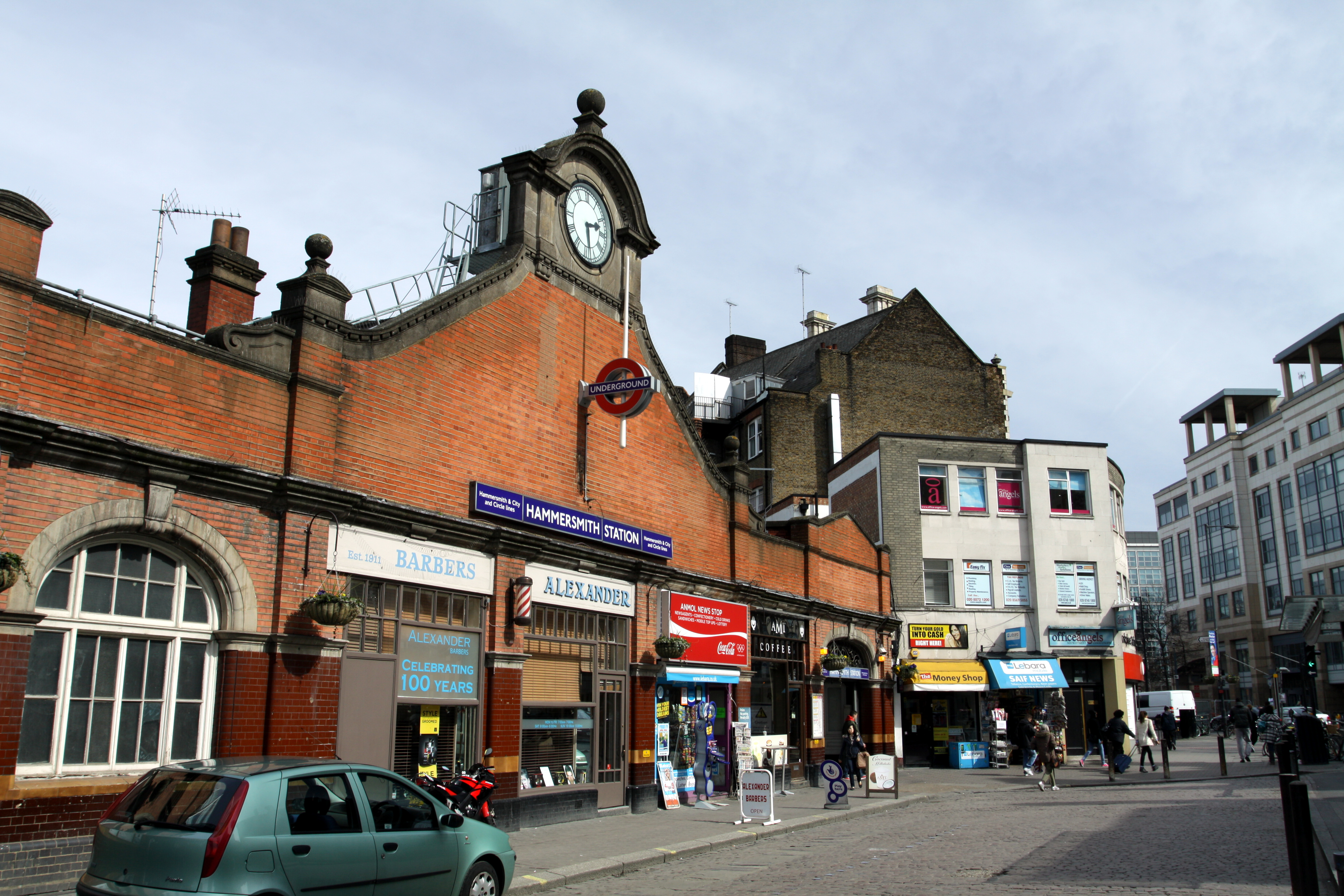
Station Hammersmith op de  Hammersmith & City Line)

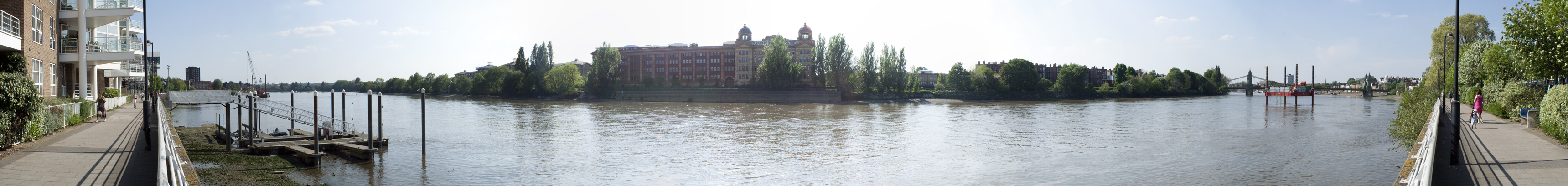
Panorama